# Thalassodes quadraria
Thalassodes quadraria là một loài bướm đêm trong họ Geometridae.